# Navajas
Navajas, en castillan et officiellement (Navaixes en valencien), est une commune d'Espagne de la province de Castellón dans la Communauté valencienne. Elle est située dans la comarque de l'Alto Palancia et dans la zone à prédominance linguistique castillane.

## Géographie

Localisation de Navajas
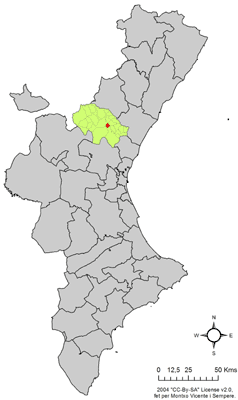
dans la Communauté valencienne.
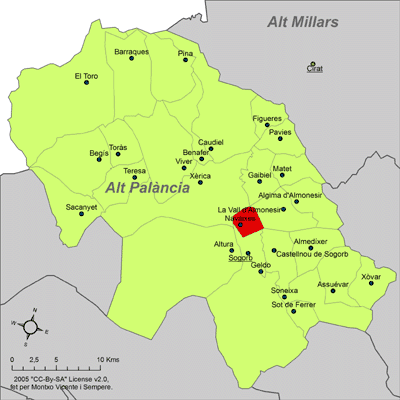
dans la comarque de l'Alto Palancia.

## Jumelage
- Scharbeutz (Allemagne) depuis le 16 mars 1986[2]